# Jan Krawczyk (żołnierz)
Jan Krawczyk ps. Kret (ur. w 1914 w Branwi) – polski wojskowy, komendant obwodu Kraśnik Okręgu Lublin Batalionów Chłopskich.

## Życiorys
Przed wybuchem II wojny światowej ukończył wyższe studia handlowe. Był rezerwistą Wojska Polskiego. Ukończył Szkołę Podchorążych Piechoty. Przed wojną mieszkał w Poznaniu. W czasie wojny powrócił na Lubelszczyznę. Wstąpił do Stronnictwa Ludowego „Roch” i Batalionów Chłopskich. W 1943 znalazł się w komendzie obwodu Kraśnik Batalionów Chłopskich. W czerwcu 1944 został komendantem tego obwodu.
Po zakończeniu wojny osiadł ponownie w Poznaniu i pracował w spółdzielczości.